# Don't Fight the Sea
«Don't Fight the Sea» es una canción escrita por Al Jardine y Terry Jacks, fue regrabada con los miembros de The Beach Boys, Brian Wilson, Bruce Johnston y Mike Love.

## Historia
La canción se grabó por primera vez durante las sesiones de 15 Big Ones en 1976. Fue regrabada por Al Jardine junto a sus compañeros de banda Brian Wilson, Mike Love, Bruce Johnston además de la participación de Matt Jardine y Scott Mathews, para su álbum A Postcard from California. La voz del difunto Carl Wilson, fue añadida digitalmente con viejos archivos.
Así, el 19 de abril de 2011 The Beach Boys publicaron una edición limitada en sencillo de la canción "Don't Fight the Sea", con una versión a capella de "Friends". La primera tanda de 1000 copias fue publicada en un sencillo blanco con la etiqueta roja, como la bandera de Japón, precisamente porque el 100% de las ganancias fueron directo a la Cruz Roja, para las víctimas del terremoto en Japón. Unos noventa discos fueron autografiados por los miembros del grupo, y fueron subastados.